# Пылаева, Надежда Борисовна
Надежда Борисовна Пылаева (род. 23 сентября 1960) — тренер спортивной сборной команды России по водно-моторному спорту, старший тренер юношеского состава спортивной сборной команды Санкт-Петербурга по водно-моторному спорту, заместитель председателя комитета «Формула будущего» Международного водно-моторного союза UIM, член комитета UIM по равным возможностям, председатель комитета «Формула будущего» Федерации водно-моторного спорта России, член Совета Спортивной федерации водно-моторного спорта Санкт-Петербурга, доцент кафедры теории и методики водно-моторного и парусного видов спорта Национального государственного университета физической культуры спорта и здоровья им. П. Ф. Лесгафта, Санкт-Петербург.

## Биография
Пылаева Надежда Борисовна родилась в 1960 году в городе Петропавловск Северо-Казахстанской области. В 1985 году окончила Ленинградский ордена Ленина Кораблестроительный институт по специальности гидроаэродинамика с квалификацией инженер-исследователь-механик. В 1997 году Надежда Борисовна получила квалификацию экономист-менеджер, окончив Морской Технический университет, специальность экономика и управление на предприятиях машиностроения.

## Спортивная карьера
Пылаева Н. Б. — кандидат в мастера спорта России по водно-моторному спорту, двукратный серебряный призер чемпионата мира по водно-моторному спорту в классах Endurance Pneumatics Class 1 гонка «24 часа Санкт-Петербурга», чемпион Европы по водно-моторному спорту в классах Endurance Pneumatics Class 1, победитель международной гонки «24 часа Санкт-Петербурга» 2001 года.
Судья республиканской категории по водно-моторному спорту, главный судья и участник главных судейских коллегий чемпионатов мира, Европы, чемпионатов и Первенств России, всероссийских и региональный соревнований по водно-моторному спорту с 1998 года.